# Рафаел Ваганян
Рафаел Артьомович Ваганян (на арменски: Ռաֆայել Վահանյան; на руски: Рафаэль Артёмович Ваганян) е арменски шахматист и шахматен литератор. Гросмайстор от 1971 г. Има ЕЛО коефициент от 2594 (юли 2008). Първоначално се състезава за Съветския съюз, а след разпадането му през 1991 г., представя Армения на международната сцена. Стилът му на игра е определян като остър и тактически.

## Шахматна кариера
Първия си голям успех Ваганян постига на турнира във Врънячка баня (Югославия), проведен през 1971 г. Тогавашният съветски шахматист завършва на първо място, оставяйки шахматисти като Леонид Щейн и Любомир Любоевич зад себе си. Благодарение на това си постижение е награден със звание международен гросмайстор, а е едва на 19 години. Същата година участва на световното за юноши, където заема четвърта позиция в крайното класиране.
Шампион е на Съветския съюз от първенството в Одеса през 1989 г. Постига добри резултати и на първенствата в Ленинград (1974) и Москва (1983), където завоюва бронзов медал.
В периода 1972 – 1977 г. участва в световните студентски отборни първенства. Те са общо четири на брой и са изключително успешни за шахматиста. Ваганян постига средна успеваемост от 85,9 процента, като от 39 партии спечелва 30 и губи само две. Една от победите му е срещу българина Евгени Ерменков, постигната през 1972 г. на първенството в Грац, Австрия. И в четирите си участия е награден със златни отборни и индивидуални медали.
Участва в битката за световна титла чрез три събития. През 1985 г. е участник на междузоналния турнир в Бил (Швейцария), като спечелва турнира с резултат 12,5 точки и нито една загуба. Изиграва два мача в турнира на претедентите. През 1986 г. отпада в четвърфинален мач (Минск) от Иван Соколов с 6:2 точки в полза на противника. През 1988 г. губи от Лайош Портиш в предварителните мачове (Сейнт Джон) с резултат от 3,5:2,5 т. за унгареца.

## Турнирни резултати
- 1971 – Врънячка баня (1-во място)
- 1974 – Крагужевац (1-во място)
- 1977 – Сао Пауло (1-во място)
- 1978 – Кировакан (1-во място)
- 1979 – Лас Палмас (1-во място)
- 1981 – Манила (1-во място)
- 1982 – Москва (1 – 2-ро място, заедно с Михаил Тал)
- 1982/83 – Хейстингс (1-во място)
- 1983 – Талин (1 – 2-ро място, с Михаил Тал)
- 1987 – Ленинград (1-во място)
- 1992 – Тер Апел (1-во място)
- 2004 – Москва (2-ро място на „Аерофлот Оупън“ със 7/9 т.)
- 2007 – Базна (2-ро място, след Александър Халифман)[1]

## Участия на шахматни олимпиади
Ваганян има общо девет участия на шахматни олимпиади. Изиграва 95 партии и спечелва 59,5 точки (35+ 11- 49=). Средната му успеваемост е 62,6 процента. На това шахматно събитие се провеждат няколко сблъсъка между Ваганян и български шахматисти. Арменският шахматист побеждава Венцислав Инкьов (1978), Евгени Ерменков (1984), Иван Радулов (1986) и претърпява поражение от Веселин Топалов (2000). Носител е на осем медала – пет отборни и три индивидуални. Индивидуалните му медали са: златен (1984, допълнително присъден и 2004) и сребърен (1984), с който е награден заради постижението му на трета дъска.
| Година | Организатор  | Отбор   | Класиране (отборно) | Дъска         |
| 1978   | Буенос Айрес | СССР    | 2                   | Втора резерва |
| 1984   | Солун        | СССР    | 1                   | Трета         |
| 1986   | Дубай        | СССР    | 1                   | Първа резерва |
| 1992   | Манила       | Армения | 3                   | Първа         |
| 1994   | Москва       | Армения | 13                  | Първа         |
| 1996   | Ереван       | Армения | 5                   | Втора         |
| 1998   | Елиста       | Армения | 16                  | Първа         |
| 2000   | Истанбул     | Армения | 17                  | Първа         |
| 2004   | Калвия       | Армения | 3                   | Трета         |

## Участия на световни отборни първенства
Общо участията на арменския шахматист са шест на световните отборни първенства по шахмат. Изиграва 33 партии и спечелва 20 точки (12+ 5- 16=). Средната му успеваемост е 60,6 процента. Тук не се провеждат надигравания с български представители. Има общо спечелени 8 медала – пет отборни и три индивидуални. Носител е на златно отличие на дъска от първите си две участия и сребърно от първенството в Ереван.
| Година | Организатор | Отбор   | Класиране (отборно) | Дъска    |
| 1985   | Люцерн      | СССР    | 1                   | Трета    |
| 1989   | Люцерн      | СССР    | 1                   | Четвърта |
| 1993   | Люцерн      | Армения | 4                   | Първа    |
| 1997   | Люцерн      | Армения | 3                   | Втора    |
| 2001   | Ереван      | Армения | 3                   | Втора    |
| 2005   | Беер Шева   | Армения | 3                   | Четвърта |

## Участия на европейски отборни първенства
Участията му са шест. Изиграните партии са 39, а спечелените точки 25 (17+ 6- 16=). Средната му успеваемост е оценена на 64,1 процента. Играе срещу българските шахматисти: Любен Попов (1980, реми), Венцислав Инкьов (1983, победа), Димитър Дончев (1989, загуба) и Кирил Георгиев (1992, реми). Носител на пет медала – четири отборни и златен индивидуален от първенството през 1997 г.
| Година | Организатор | Отбор   | Класиране (отборно) | Дъска    |
| 1980   | Скара       | СССР    | 1                   | Осма     |
| 1983   | Пловдив     | СССР    | 1                   | Четвърта |
| 1989   | Хайфа       | СССР    | 1                   | Трета    |
| 1992   | Дебрецен    | Армения | 19                  | Първа    |
| 1997   | Пула        | Армения | 3                   | Втора    |
| 2005   | Гьотеборг   | Армения | 12                  | Трета    |